# Les Heures grégoriennes
Les Heures Grégoriennes sont les trois volumes des livres de liturgie des Heures en grégorien, publiés en bilingue (latin-français) en 2008 par la communauté Saint-Martin,. Depuis 2012, une deuxième version est disponible.

## Histoire et objectif
La liturgie des Heures est une longue tradition auprès des monastères occidentaux, notamment depuis que saint Benoît de Nursie établit sa règle de saint Benoît vers 530. 
Mais le XXe siècle connut des bouleversements dans ce domaine. À la suite du concile Vatican II, d'une part, la liturgie des Heures fut profondement réformée. En 1971, la Congrégation pour le culte divin sortit la Présentation générale de la liturgie des Heures selon laquelle le calendrier de la liturgie fut considérablement modifié. Surtout, l'intégralité du psautier était désormais répartie sur quatre semaines, au lieu du cursus hebdomadaire établi par saint Benoît,. Dès cette réforme, une difficulté demeurait : si une communauté adopte la nouvelle liturgie des Heures et que la tradition du chant grégorien soit jugée préférable pour la pratique des offices, comment adapter les antiennes et autres éléments anciens en chant grégorien à ce cursus différent? ? D'autre part, l'usage du texte en latin devint dorénavant moins fréquent dans la célébration. Celui du chant grégorien est de nos jours moins familier même pour les religieux. 
Dans cette optique, après huit ans de préparation, la communauté Saint-Martin publia en 2008 les Heures grégoriennes, en collaboration avec l'Atelier de paléographie auprès de l'abbaye Saint-Pierre de Solesmes. Ce dernier avait restitué plus de 1 700 pièces de notations requises, tels les antiennes, répons, hymnes en grégorien. À gauche dans les Heures grégoriennes, le texte en latin de la Liturgia Horarum du Vatican sortie en 2000 s'accompagne de ces notations. À droite, il s'agit du texte en français de la liturgie des Heures actuelle ainsi que de la traduction préparée par la communauté Saint-Martin [lire en ligne].
La première édition fut épuisée en un an, plus rapidement que prévu. En effet, il est maintenant évident qu'en avaient besoin non seulement les communautés en France mais aussi celles des pays francophones telles le Canada ainsi que vraisemblablement d'autres religieux, chercheurs, scholæ, musiciens.  
En faveur de la deuxième édition, l'abbaye Saint-Joseph de Clairval succéda à la communauté Saint-Martin et contribua à améliorer la qualité de l'édition avec trois CD qui contiennent des arborescences, pour chaque volume, de sorte que la recherche des partitions soit plus facile et agréable. La version améliorée parut en 2012.
Il ne s'agit pas d'une édition officielle. Nonobstant, les textes bilingues de la liturgie des Heures dérivent directement des livres actuels et officiels. Les notations furent soigneusement examinées par les spécialistes de Solesmes, lorsque ces derniers préparaient leur première édition critique Antiphonale monasticum. En outre, la publication fut exécutée sous une approbation au plus haut niveau. Avec les éditions critiques des livres de chant de Solesmes et du Saint-Siège, cette publication est donc considérée comme une des publications les plus importantes récemment effectuées, afin de promouvoir de nos jours les offices en grégorien. Sa publication avait formellement été autorisée par le Vatican en 2002. 

« La Congrégation pour le culte divin et la discipline des sacrements vous remercie pour l'envoi du livre choral intitulé Les Heures Grégoriennes, réalisé par la communauté Saint-Martin [...]. Après avoir étudié attentivement ce livre de la Liturgie des Heures bilingue latin-français, elle estime que ce livre, qui est digne d'intérêt, constitue sans nul doute un grand apport pour l'Église ; c'est pourquoi elle ne peut qu'apprécier une telle initiative, qui vise à promouvoir la prière de l'Office Divin, spécialement chanté en grégorien. La Congrégation désire manifester à la communauté Saint-Martin son approbation à l'égard du projet qui lui a été présenté, en lui adressant l'autorisation requise sous la forme d'un décret. »

— Prot. N. 1102/04/L (9 juillet 2002)

## Publication
- 2008 : première édition, Communauté Saint-Martin, Candé-sur-Beuvron,  (ISBN 978-2-917760-01-7, 978-2-917760-02-4 et 978-2-917760-03-1), 3 tomes, 6 388 p.
- 2012 : deuxième édition, Traditions-Monastiques Services éditions, Flavigny-sur-Ozerain,  (ISBN 978-2-87810-086-0 et 978-2-87810-092-1), 3 tomes et 3 CD, 6 396 p.